# Lonzo Ball
Lonzo Anderson Ball (Anaheim, 27 de outubro de 1997) é um jogador norte-americano de basquete profissional que atualmente joga pelo Cleveland Cavaliers na National Basketball Association (NBA).
Ele jogou basquete universitário no UCLA Bruins e foi selecionado pelo Los Angeles Lakers como a 2º escolha geral no Draft da NBA de 2017.
Como um novato da NBA com os Lakers, seu tempo de jogo foi limitado por lesões no ombro e no joelho, e ele ficou afastado por grande parte de sua segunda temporada após uma lesão no tornozelo. Ele foi negociado no final da temporada para o New Orleans Pelicans em um pacote de troca por Anthony Davis. Ele jogou duas temporadas com os Pelicans antes de se juntar aos Bulls, mas uma lesão persistente no joelho o afastou da maior parte das partidas do time, com ele perdendo a totalidade das temporadas de 2022–23 e 2023–24.

## Primeiros anos
Ball nasceu em Anaheim, Califórnia, filho de LaVar e Tina Ball, ambos ex-jogadores de basquete universitário. LaVar jogou em Washington State por uma temporada antes de se transferir para a Cal State, onde Tina jogou por quatro anos. Atleta de dois esportes, LaVar também jogou futebol americano profissionalmente pelo London Monarchs na World League of American Football. Após a universidade, LaVar jogou pelos times de treinos do New York Jets e Carolina Panthers.
Ball começou a jogar basquete aos dois anos de idade. Ele cresceu com seus irmãos mais novos, LiAngelo e LaMelo. Até chegarem ao ensino médio, o trio jogava junto em times treinados pelo pai. Ball jogou basquete na Chino Hills High School em Chino Hills, Califórnia. Em sua terceira temporada, ele teve médias de 25 pontos, 11 rebotes, 9,1 assistências, 5 bloqueios e 5 roubadas de bola. Em seu último ano, ele levou a escola a um recorde de 35-0 e um título estadual. Ele ganhou os Prêmios de Jogador do Ano da Naismith Prep, Morgan Wootten, USA Today e Mr. Basketball.
No final de seu último ano, Ball foi classificado como um recruta de cinco estrelas. Ele foi classificado em 4º lugar geral na classe de 2016 pela Rivals.com e pela ESPN e como 7º lugar pelo Scout.com. Em novembro de 2015, ele assinou uma Carta de Intenção Nacional para frequentar a Universidade da Califórnia em Los Angeles.

## Carreira universitária

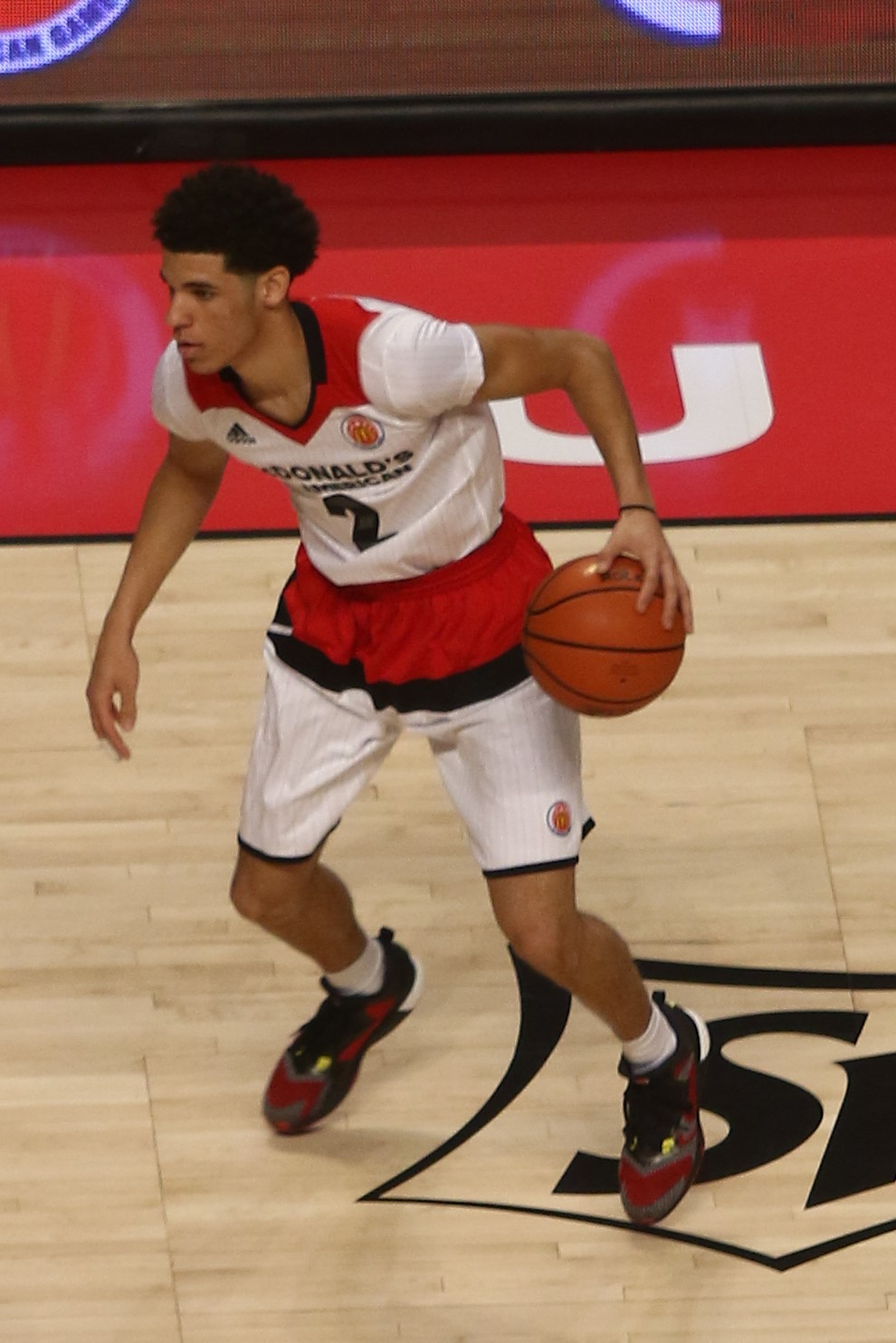
Ball jogando no McDonald's All-American Game de 2016.

Como calouro em 2016-17, a visão de Ball e as habilidades de passe levaram UCLA a subir no ranking nacional, enquanto ele e o colega calouro, T. J. Leaf, ajudaram os Bruins a se recuperar de um recorde de 15-17 do ano anterior para um recorde de 31-5. Ball liderou o país em assistências e transformou o ataque da equipe no ataque com maior pontuação do país. Em seu primeiro jogo contra Pacific, ele teve 19 pontos, 11 assistências e oito rebotes.
No final do ano, Ball foi nomeado o MVP do torneio Wooden Legacy, depois de levar UCLA a uma vitória sobre Texas A&M na final.
Em 4 de fevereiro de 2017, em uma vitória por 107-66 contra Washington, Ball fez 22 pontos, seis rebotes e cinco assistências. Com cerca de duas dúzias de executivos da NBA presentes, o jogo igualou Ball contra Markelle Fultz, que estava entre os principais armadores do país e projetado para estar entre as principais escolhas do draft da NBA de 2017. Fultz marcou 25 pontos em um confronto equilibrado entre os dois calouros. 
No final da temporada regular, Ball teve 14 assistências na vitória por 77-68 sobre Washington State e quebrou o recorde de Gary Payton de mais assistências por um calouro na Pac-12.
No Torneio da NCAA, UCLA venceu o jogo de abertura por 97-80 sobre Kent State. Ball teve 15 pontos e três assistências e superar o recorde de Larry Drew II de mais assistências em uma temporada na UCLA. Na segunda rodada, ele chegou perto de um triplo-duplo com 18 pontos, sete rebotes e nove assistências na vitória por 79-67 sobre Cincinnati. A equipe foi eliminada no Sweet 16, perdendo por 86-75 para Kentucky. Ball teve 10 pontos, oito assistências e quatro turnovers na derrota, enquanto o armador de Kentucky, De'Aaron Fox, marcou 39 pontos. Após o jogo, ele anunciou que se declararia para o Draft da NBA de 2017, onde era geralmente projetado para ser uma das três primeiras escolhas.
Na temporada, Ball teve médias de 14,6 pontos, 7,6 assistências e 6,0 rebotes. Ele foi o único jogador do país a ter uma média de pelo menos 14 pontos, seis assistências e seis rebotes e foi o primeiro jogador na conferência desde Jason Kidd em 1993-94 a ter essas médias. Suas 274 assistências também ultrapassaram Kidd (272) pelo segundo maior número em uma temporada por um jogador do Pac-12, atrás apenas de Ahlon Lewis (294) de Arizona State em 1997-98. Ele foi eleito para a Primeira-Equipe All-American pela Associated Press, Associação de Escritores de Basquete dos Estados Unidos (USBWA), Associação Nacional de Treinadores de Basquete (NABC) e pelo Sporting News. Ele também foi premiado com o Wayman Tisdale Award pela USBWA como o melhor calouro do país, foi eleito o Calouro do Ano da Pac-12, foi nomeado para a Primeira-Equipe da Pac-12.

## Carreira profissional

### Los Angeles Lakers (2017–2019)

#### Temporada de 2017–18: Temporada de estreia

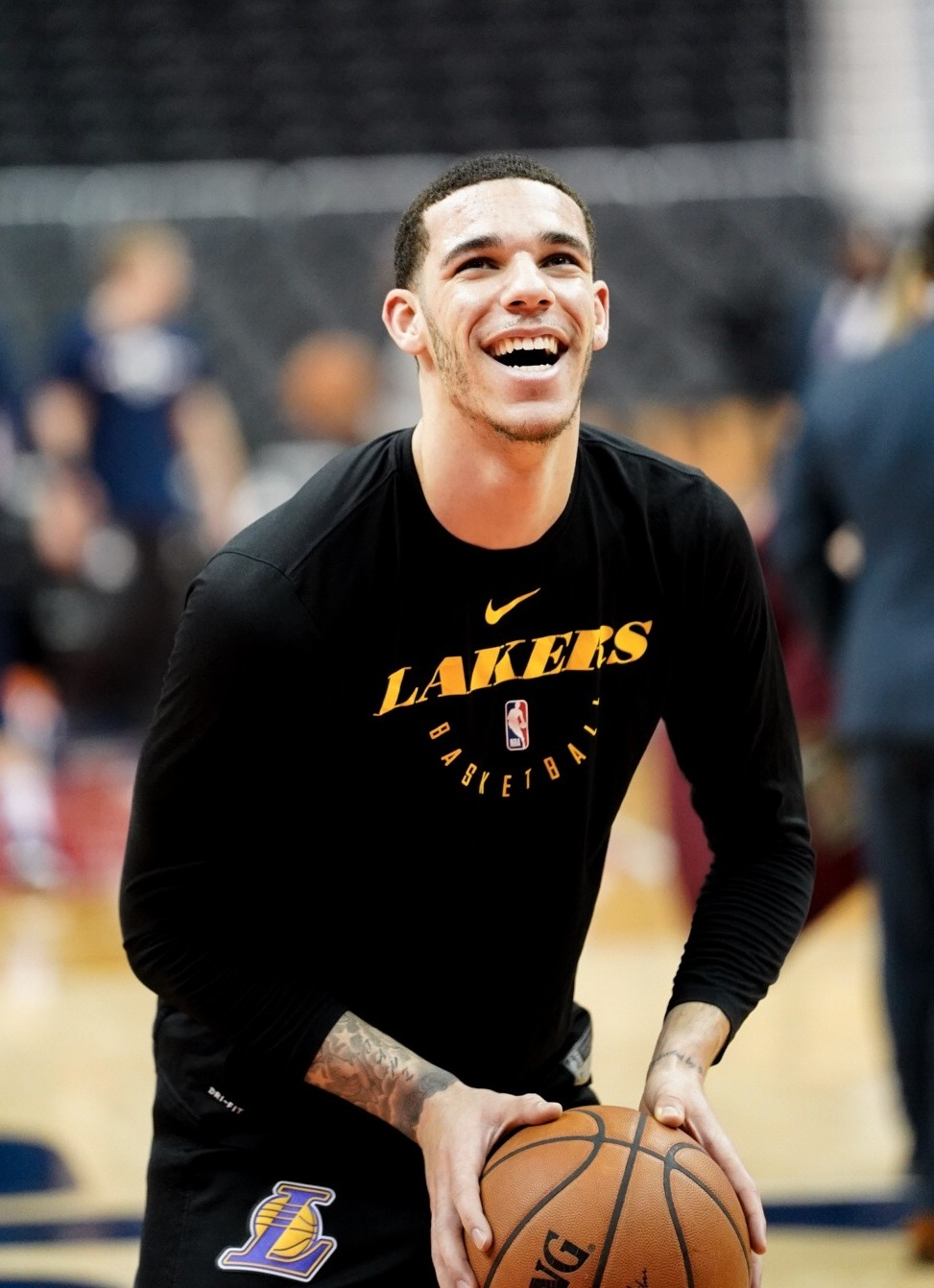
Ball em 2018

Ball foi selecionado pelo Los Angeles Lakers como a segunda escolha geral do draft de 2017. O presidente de operações de basquete do Lakers, Magic Johnson, classificou Ball como "o novo rosto do Lakers". Durante a Summer League de 2017 em Las Vegas, Ball foi nomeado o MVP depois de ter médias de 16,3 pontos, 9,3 assistências, 7,7 rebotes, 2,5 roubadas de bola e 1,0 bloqueios. Ele teve dois triplos-duplos, o primeiro em Las Vegas desde 2008 e o primeiro por um novato. Ele teve quatro jogos com 10 ou mais assistências, tornando-se o primeiro na história da liga a ter mais de 10 assistências em mais de um jogo; sua média de 9,3 assistências também foi um recorde.
Como novato, Ball jogou em 52 jogos, perdendo 30 jogos devido a lesões no ombro e joelho. No segundo jogo da temporada, ele registrou 29 pontos, 11 rebotes e nove assistências na vitória por 132-130 contra o Phoenix Suns, ficando a uma assistência de se tornar o jogador mais jovem a marcar um triplo-duplo na história da NBA. No jogo seguinte, ele teve oito pontos, oito rebotes e 13 assistências em uma derrota por 119-112 para o New Orleans Pelicans, tornando-se o jogador mais jovem da história da franquia a conseguir pelo menos 10 assistências em um jogo. Em 11 de novembro, ele registrou 19 pontos, 13 assistências e 12 rebotes em uma derrota por 98-90 contra o Milwaukee Bucks, tornando-se o jogador mais jovem a conseguir um triplo-duplo com 20 anos e 15 dias de idade. Em 19 de novembro, ele registrou seu segundo triplo-duplo com 11 pontos, 16 rebotes e 11 assistências na vitória por 127-109 sobre o Denver Nuggets. Foi o maior número de rebotes de um armador novato da NBA desde que Steve Francis teve 17 em 1999-2000. Ele também se juntou ao colega novato da NBA, Ben Simmons, assim como Magic Johnson, Connie Hawkins, Art Williams e Oscar Robertson como os únicos jogadores a registrar múltiplos triplos-duplos nos primeiros 20 jogos de suas carreiras na NBA.
Ball perdeu o jogo de Natal da equipe depois de torcer o ombro esquerdo no jogo anterior contra o Portland Trail Blazers. Ele voltou depois de perder seis jogos, jogando em cinco jogos antes de torcer o ligamento colateral medial (MCL) no joelho esquerdo contra o Dallas Mavericks em 13 de janeiro de 2018. Originalmente, esperava-se que ele ficasse afastado das quadras por uma a três semanas. Ball foi selecionado para jogar no Rising Stars Challenge durante o NBA All-Star Weekend, mas desistiu por causa da lesão. Ele voltou após o intervalo do All-Star depois de perder 15 jogos.
Ele terminou a temporada com médias de 10,2 pontos, 7,2 assistências e 6,9 rebotes e foi nomeado para a Segunda-Equipe de Novatos da NBA.

#### Temporada de 2018-19

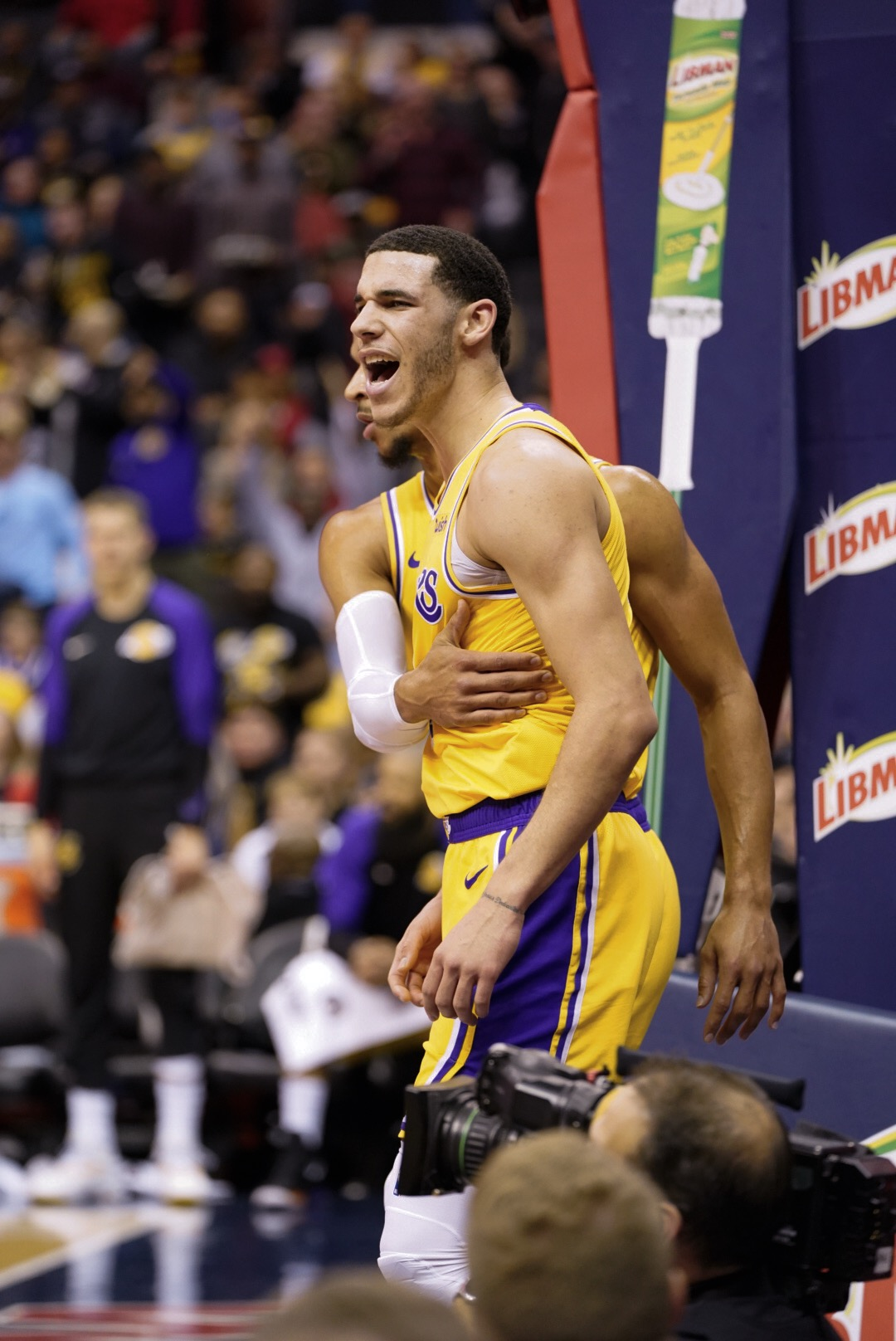
Ball em 2018.

Em 17 de julho de 2018, Ball passou por uma cirurgia artroscópica no joelho esquerdo para reparar um menisco rompido. Durante a offseason, os Lakers contrataram LeBron James e Rajon Rondo, que chegou para orientar e competir com o jovem. Uma semana antes do acampamento, o técnico dos Lakers, Luke Walton, afirmou que Ball seria aliviado e não participaria de treinos de contato inicialmente.
Em 15 de dezembro, em uma vitória por 128-100 contra o Charlotte Hornets, Ball e James se tornaram os primeiros companheiros de equipe a conseguir um triplo-duplo no mesmo jogo desde que Jason Kidd e Vince Carter fizeram isso em 2007. Ball registrou 16 pontos, 10 rebotes e 10 assistências e James teve 24 pontos, 12 rebotes e 11 assistências. Os últimos companheiros de equipe dos Lakers a realizar o feito foram Magic Johnson e Kareem Abdul-Jabbar em 1982. Foi o terceiro triplo-duplo de Ball em sua carreira e o primeiro em mais de um ano. 
Em 19 de janeiro de 2019, no terceiro quarto de um jogo contra o Houston Rockets, ele colidiu com James Ennis III e sofreu uma entorse de grau 3 e um ligamento rompido no tornozelo esquerdo. Ele havia sofrido duas outras lesões no tornozelo no início da temporada, mas conseguiu jogar em todos os primeiros 47 jogos da equipe. Desde que Walton o chamou de passivo após uma derrota por 108-86 contra o Minnesota Timberwolves, ele estava com média de 13 pontos, 6,4 rebotes e 8,4 assistências em sete jogos antes da lesão. Ball foi selecionado novamente para o jogo do Rising Stars, mas foi descartado novamente por causa de sua lesão no tornozelo. No final de fevereiro, ele viajou para Ohio para se submeter a uma cirurgia. No entanto, esta cirurgia não foi autorizada pelo Lakers, então a equipe o informou que seu contrato poderia ser anulado se ele continuasse e o convenceu a desistir. Originalmente esperado para ser afastado por quatro a seis semanas, ele foi desligado pelo resto da temporada em março.

### New Orleans Pelicans (2019–2021)

#### Temporada de 2019-20

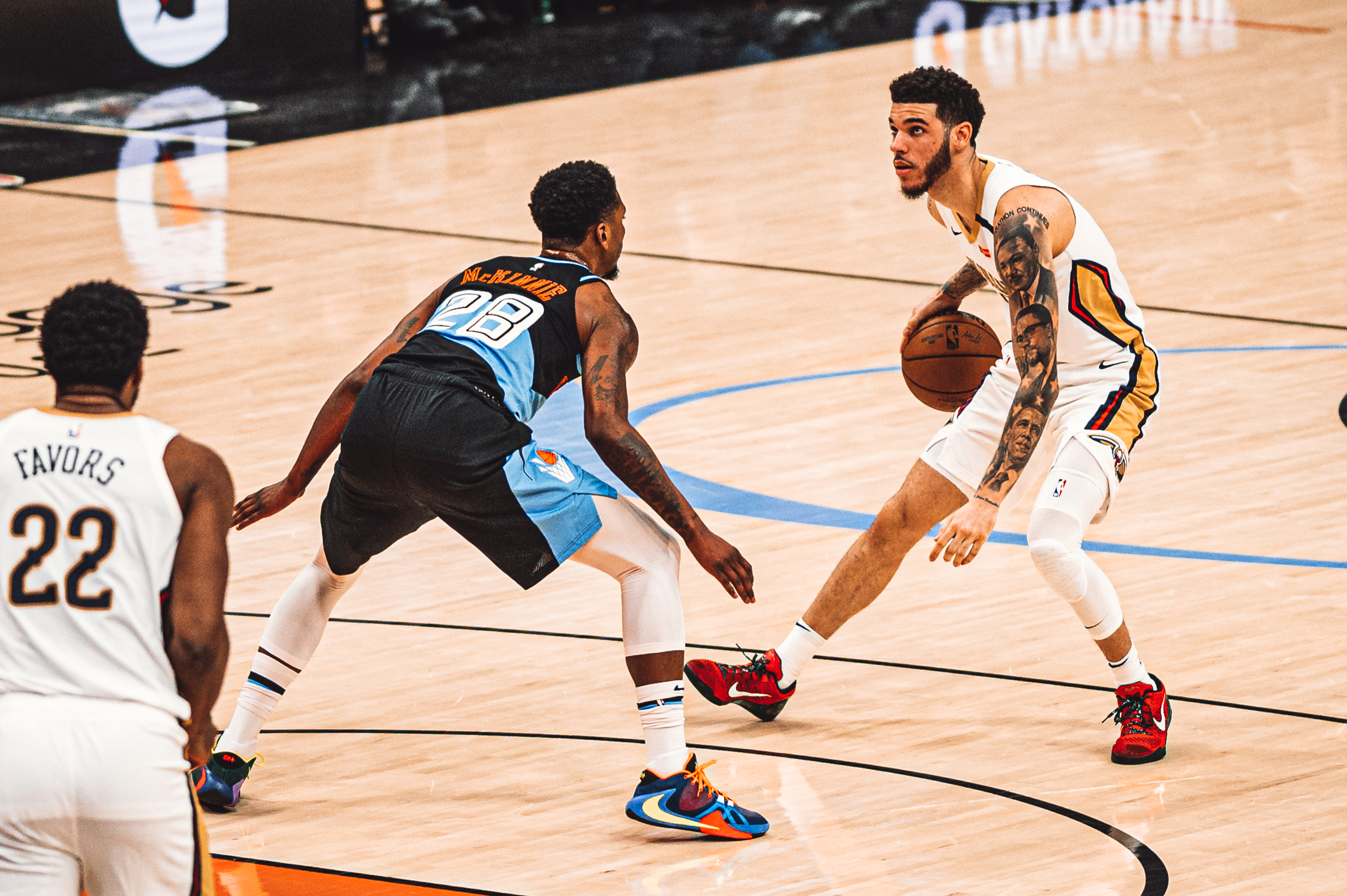
Bola jogando pelo New Orleans Pelicans em 2020.

Em 6 de julho de 2019, os Lakers trocaram Ball, Brandon Ingram, Josh Hart, os direitos de draft de De'Andre Hunter, duas escolhas de primeira rodada e uma troca de escolha de primeira rodada para o New Orleans Pelicans em troca de Anthony Davis.
Em 22 de outubro, Ball fez sua estreia pelos Pelicans e teve oito pontos, cinco rebotes e cinco assistências na derrota por 130-122 para o Toronto Raptors. Em 29 de dezembro, ele acertou sete cestas de três pontos, seu recorde na carreira, e marcou 27 pontos, além de 10 rebotes e oito assistências na vitória por 127-112 sobre o Houston Rockets. Em 18 de janeiro de 2020, ele registrou seu primeiro triplo-duplo da temporada com 18 pontos, 10 rebotes e 11 assistências em uma derrota por 133-130 para o Los Angeles Clippers. Em 3 de março, ele igualou seus sete arremessos de três pontos, o recorde de sua carreira, enquanto registrava 26 pontos e oito assistências na derrota por 139-134 para o Minnesota Timberwolves. Ele também fez sete cestas de três pontos no dia seguinte, terminando com 25 pontos, 11 rebotes e seis assistências na derrota por 127-123 para o Dallas Mavericks. De dezembro de 2019 a março de 2020, em um período de 45 jogos, ele teve médias de 12,7 pontos, 7,3 assistências e 6,7 rebotes.

#### Temporada de 2020-21
Em 29 de janeiro de 2021, Ball igualou suas sete cestas de três pontos, seu recorde na carreira, e marcou 27 pontos, o recorde da temporada, em uma vitória por 131-126 sobre o Milwaukee Bucks. Em 5 de abril, ele acertou oito arremessos de três pontos, igualando seu recorde da temporada de 27 pontos e registrando nove assistências na vitória por 122-115 sobre o Houston Rockets. Em 1º de maio, Ball igualou seus oito arremessos de três pontos, o recorde de sua carreira, enquanto registrava 33 pontos, 11 rebotes e oito assistências na vitória por 140-136 contra o Minnesota Timberwolves. Em 4 de maio, ele marcou 33 pontos na vitória por 108-103 contra o Golden State Warriors.
Ele terminou a temporada com recordes na carreira em pontuação (14,6), porcentagem de 3 pontos certos (37,8%), porcentagem de arremessos certos (41,4%) e porcentagem de lances livres certos (78,1%). Em uma nova função, sua média de assistências caiu para 5,7, perto do nível que ele teve enquanto jogava ao lado de LeBron James no Lakers. Ball se tornou um agente livre restrito durante a offseason.

### Chicago Bulls (2021–Presente)
Em 8 de agosto de 2021, Ball foi negociado com o Chicago Bulls. Em 20 de outubro, ele fez sua estreia nos Bulls e registrou 12 pontos, seis rebotes e quatro assistências na vitória por 94-88 sobre o Detroit Pistons. Em 22 de outubro, Ball fez um triplo-duplo com 17 pontos, 10 rebotes e 10 assistências na vitória por 128-112 sobre o New Orleans Pelicans.
Em 20 de janeiro de 2022, depois de perder três jogos devido a uma ruptura no menisco, os Bulls anunciaram que Ball seria submetido a uma cirurgia no joelho esquerdo e perderia de 6 a 8 semanas. Em 6 de abril, ele foi descartado até o final da temporada, após sentir dores durante a reabilitação. Nessa temporada, ele disputou 35 jogos, o menor número de sua carreira. No momento de sua lesão, Ball estava tendo a melhor temporada de arremessos de sua carreira com 42% de acerto de arremessos de quadra. Nessa temporada, ele foi o único jogador da NBA a ter médias de cinco rebotes e cinco assistências e acertar mais de 40% dos arremessos de 3 pontos.
Antes da temporada de 2022-23, Ball passou por um desbridamento artroscopica, um tratamento cirúrgico que extrai qualquer material solto que possa estar na articulação do joelho e pode suavizar as superfícies dentro do joelho. Em 21 de fevereiro de 2023, os Bulls anunciaram que Ball ficaria de fora pelo resto da temporada devido a um desconforto recorrente durante a participação em atividades de basquete. Ele passou por um transplante de cartilagem no joelho esquerdo em 16 de março de 2023. Em junho de 2023, o vice-presidente dos Bulls, Arturas Karnisovas, disse que a equipe não espera que ele possa jogar na temporada de 2023-24. Em dezembro, o técnico do Chicago, Billy Donovan, disse que esperava que Ball começasse a correr em janeiro de 2024. Em maio de 2024, Ball revelou que também recebeu um transplante de menisco para o joelho.
Em julho de 2024, Ball foi liberado para participar de treinos de cinco contra cinco de contato total. Em agosto, ele começou a participar de treinos e não teve contratempos. Em 16 de outubro de 2024, Ball jogou pela primeira vez desde 14 de janeiro de 2022, em um jogo de pré-temporada contra o Minnesota Timberwolves. Em 23 de outubro, ele fez seu retorno à temporada regular no jogo de abertura da temporada dos Bulls, marcando cinco pontos, dois rebotes e quatro assistências em 14 minutos jogados em uma derrota de 123-111 para o New Orleans Pelicans.

## Estatísticas da carreira

### NBA

#### Temporada Regular
| Ano      | Equipe   | PJ  | PT  | MPJ  | AP   | 3P   | LL   | RT  | AS  | BR  | TO | PPJ  |
| -------- | -------- | --- | --- | ---- | ---- | ---- | ---- | --- | --- | --- | -- | ---- |
| 2017–18  | Lakers   | 52  | 50  | 34.2 | .360 | .305 | .451 | 6.9 | 7.2 | 1.7 | .8 | 10.2 |
| 2018–19  | Lakers   | 47  | 45  | 30.3 | .406 | .329 | .417 | 5.3 | 5.4 | 1.5 | .4 | 9.9  |
| 2019–20  | Pelicans | 63  | 54  | 32.1 | .403 | .375 | .566 | 6.1 | 7.0 | 1.4 | .6 | 11.8 |
| 2020–21  | Pelicans | 55  | 55  | 31.8 | .414 | .378 | .781 | 4.8 | 5.7 | 1.5 | .6 | 14.6 |
| 2021–22  | Bulls    | 35  | 35  | 34.6 | .423 | .423 | .750 | 5.4 | 5.1 | 1.8 | .9 | 13.0 |
| Carreira | Carreira | 252 | 239 | 32.6 | .401 | .362 | .593 | 5.7 | 6.0 | 1.5 | .6 | 11.9 |

### Universitário
| Ano     | Equipe | PJ | PT | MPJ  | AP   | 3P   | LL   | RT  | AS  | BR  | TO | PPJ  |
| ------- | ------ | -- | -- | ---- | ---- | ---- | ---- | --- | --- | --- | -- | ---- |
| 2016–17 | UCLA   | 36 | 36 | 35.1 | .551 | .412 | .673 | 6.0 | 7.6 | 1.8 | .8 | 14.6 |

## Perfil do jogador
Ball costumava ter um arremesso no qual ele movia a bola do quadril esquerdo para a esquerda da testa. Ele gira o cotovelo direito em direção ao peito até atingir um ângulo de 45 graus, quando atira a bola em direção à cesta. Isso levou Ball a ter uma média de apenas 31% de acertos dos arremessos de três pontos em suas duas temporadas com os Lakers. Antes da temporada de 2020-21, surgiram vídeos da sua nova forma de arremesso. Ele tem chutado de uma forma mais convencional e teve uma média de 37,5% de acerto de arremessos de três pontos em sua primeira temporada com os Pelicans.